# Plim

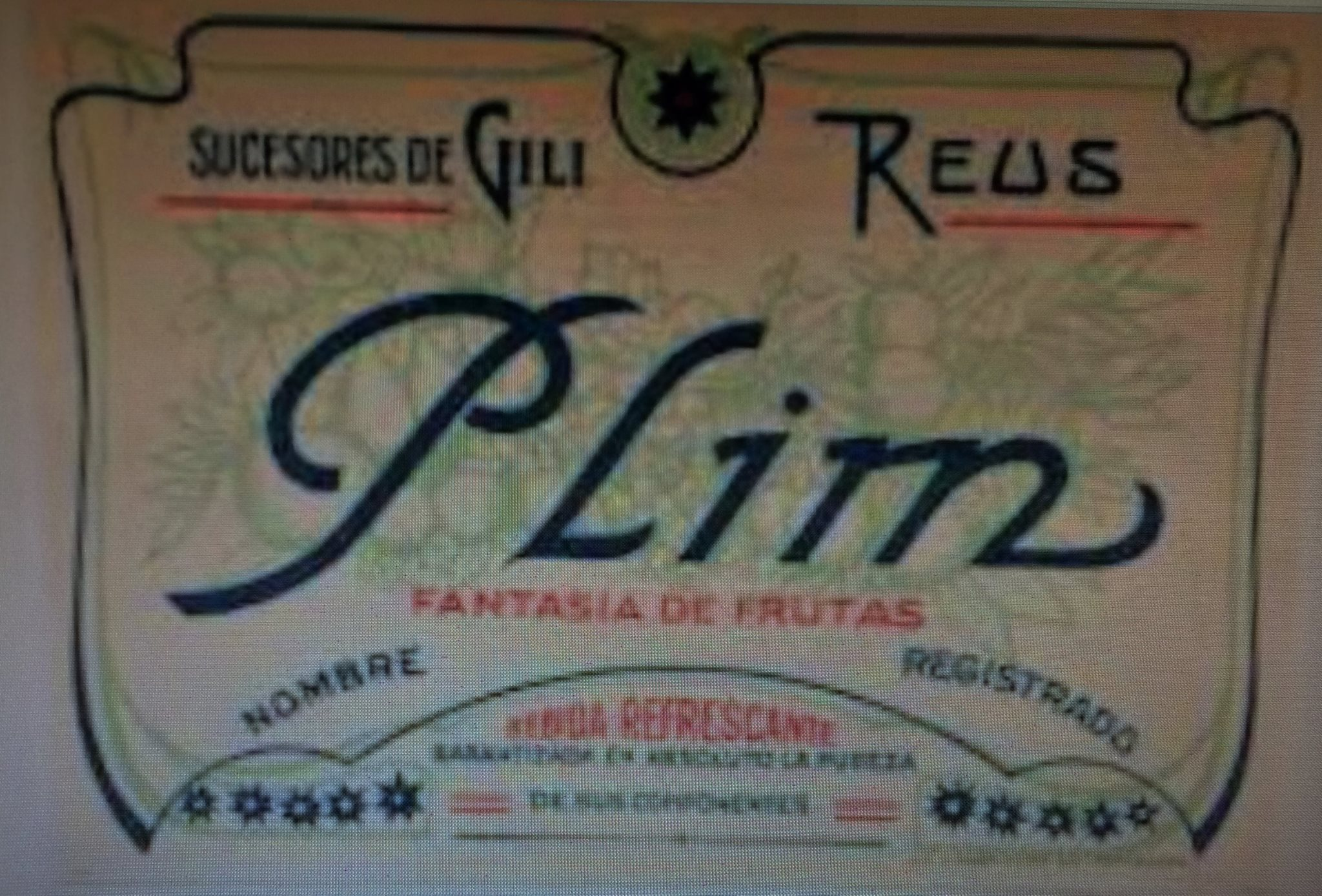
Plim

Plim es la marca comercial de una bebida refrescante con sabor a mezcla de zumos de frutas, exclusiva de Reus (Tarragona) España. 
Se inventó en Reus en el año 1928 y gozó de cierta popularidad en Cataluña durante la década de los 50, su popularidad se vio truncada al no poder competir con refrescos de gran talla internacional como Coca-Cola y Pepsi, que disfrutaban de gran popularidad gracias a la televisión. 
La fabricaba la casa Gili SA de Reus, propiedad del empresario Joan Gili i Boloix, actualmente ya no se fabrica,  al tratarse de un producto propio y típico de Reus se sigue manteniendo el apoyo a la bebida, que desde hace cinco años se utiliza para producir el Masclet, la bebida oficial de la fiesta mayor, que se elabora con una mezcla de Vermut de Reus (otra bebida propia de la ciudad) y Plim. 
En la etiqueta se puede leer la frase: "Bebida refrescante sabor a fantasía de Frutas". 
Después de un desacuerdo entre su propietario y la empresa distribuidora del producto, su nombre cambió a favor de «Font de fruita». 

## Origen del nombre
El nombre de la bebida proviene, según las malas lenguas, de la respuesta de uno de los comerciales de la empresa cuando ésta se empezó a fabricar. Según se cuenta, al preguntarle qué nombre se le podría poner a la bebida, este contestó: "¡A mí, Plim...!", expresión coloquial utilizada para indicar que a algo no se le da ninguna importancia.

## Sabores
En 1995 Gili.SA amplió el refresco tradicional a una extensa gama de sabores (ocho en total) que iban desde el Plim de café al bitter sin alcohol, pasando por la tónica, la cola, la naranja, el limón o el agua carbonatada, con el objetivo de ampliar el target de consumidores (tradicionalmente niños, mujeres y personas de la tercera edad) y hacerlo más apto a los gustos de los noventa.
La gama se abandonó debido a que otras marcas internacionales ya consolidadas explotaban esos mismos sabores con mucho mayor éxito.
A finales de los años 90 el sabor se modificó para hacerlo menos dulce, siendo así más apto para tomar combinado, ya sea con Vermut o con Whisky.
Desde 2002 las antiguas botellas de vidrio de 20 centilitros de la marca (hoy objeto de culto y coleccionismo) fueron substituidas por el plástico y por envases de medio litro.

## Ingredientes
Agua carbonatada, azúcar, colorante: caramelo (E-150d), acidulante: ácido cítrico (E-330), aroma, edulcorantes: E-952 y E-954, conservador: E-211.

## Producción
La Distribuidora de bebidas y alimentación Facilcar.SL integrada en la central de compras para hostelería del Grupo SERHS DISTRIBUCIÓ  se hizo con el fondo de comercio de Gili en noviembre de 2000.